# Călin (file din poveste)
„Călin (file de poveste)” este un poem scris de Mihai Eminescu și apărut la 1 noiembrie 1876 în revista Convorbiri literare. Are la bază basmul Călin Nebunul și Mitul Zburătorului.